# Harrison County (West Virginia)
Harrison County ist ein County im Bundesstaat West Virginia der Vereinigten Staaten. Der Verwaltungssitz (County Seat) ist Clarksburg. Das U.S. Census Bureau hat bei der Volkszählung 2020 eine Einwohnerzahl von 65.921 ermittelt.

## Geographie
Das County liegt im mittleren Norden von West Virginia und hat eine Fläche von 1079 Quadratkilometern, wovon ein Quadratkilometer Wasserfläche ist. Es grenzt im Uhrzeigersinn an folgende Countys: Marion County, Taylor County, Upshur County, Lewis County, Doddridge County und Wetzel County.

## Geschichte
Harrison County wurde am 3. Mai 1784 aus Teilen des Monongalia County gebildet. Benannt wurde es nach Benjamin Harrison V, einem nordamerikanischen Plantagenbesitzer und einer der Führer der Amerikanischen Unabhängigkeitsbewegung. Als einer der Unterzeichner der Unabhängigkeitserklärung der Vereinigten Staaten ist er einer der Gründerväter der Vereinigten Staaten.

## Demografische Daten

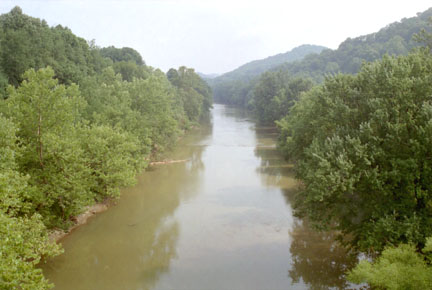
Der West Fork River

Alterspyramide des Harrison County

Nach der Volkszählung im Jahr 2000 lebten im Harrison County 68.652 Menschen in 27.867 Haushalten und 19.088 Familien. Die Bevölkerungsdichte betrug 64 Einwohner pro Quadratkilometer. Ethnisch betrachtet setzte sich die Bevölkerung zusammen aus 96,55 Prozent Weißen, 1,61 Prozent Afroamerikanern, 0,15 Prozent amerikanischen Ureinwohnern, 0,59 Prozent Asiaten, 0,03 Prozent Bewohnern aus dem pazifischen Inselraum und 0,21 Prozent aus anderen ethnischen Gruppen; 0,86 Prozent stammten von zwei oder mehr Ethnien ab. 0,96 Prozent der Bevölkerung waren spanischer oder lateinamerikanischer Abstammung.
Von den 27.867 Haushalten hatten 29,7 Prozent Kinder und Jugendliche unter 18 Jahre, die bei ihnen lebten. 53,3 Prozent waren verheiratete, zusammenlebende Paare, 11,4 Prozent waren allein erziehende Mütter, 31,5 Prozent waren keine Familien, 27,7 Prozent waren Singlehaushalte und in 13,2 Prozent lebten Menschen im Alter von 65 Jahren oder darüber. Die Durchschnittshaushaltsgröße betrug 2,42 und die durchschnittliche Familiengröße lag bei 2,94 Personen.
Auf das gesamte County bezogen setzte sich die Bevölkerung zusammen aus 23,1 Prozent Einwohnern unter 18 Jahren, 8,3 Prozent zwischen 18 und 24 Jahren, 27,5 Prozent zwischen 25 und 44 Jahren, 24,5 Prozent zwischen 45 und 64 Jahren und 16,6 Prozent waren 65 Jahre alt oder darüber. Das Durchschnittsalter betrug 39 Jahre. Auf 100 weibliche Personen kamen 91,8 männliche Personen. Auf 100 Frauen im Alter von 18 Jahren oder darüber kamen statistisch 88,2 Männer.

Das jährliche Durchschnittseinkommen eines Haushalts betrug 30.562 USD, das Durchschnittseinkommen der Familien betrug 36.870 USD. Männer hatten ein Durchschnittseinkommen von 30.721 USD, Frauen 22.110 USD. Das Prokopfeinkommen betrug 16.810 USD. 13,6 Prozent der Familien und 17,2 Prozent der Bevölkerung lebten unterhalb der Armutsgrenze. Davon waren 24,1 Prozent Kinder oder Jugendliche unter 18 Jahre und 9,4 Prozent waren Menschen über 65 Jahre.

## Persönlichkeiten
- Howard Mason Gore (1877–1947), US-amerikanischer Politiker und von 1925 bis 1929 der 17. Gouverneur von West Virginia